# Johan Noréus
Johan Noréus, född 24 juli 1769 i Bollnäs socken, Gävleborgs län, död 17 december 1814 i Frederikshald, var en svensk läkare.
Noréus blev student vid Uppsala universitet 1784 och medicine doktor 1793. Han blev tillförordnad provinsialmedikus i Västernorrlands län samma år och ordinarie från 1794. Han var fältläkare vid Arméns sjukhus i Sundsvall 1808–1809 och tilldelades assessors namn, heder och värdighet 1809. Han tjänstgjorde som fältläkare vid Svenska armén i Norge 1814.